# 1999-es Formula–1 német nagydíj
A német nagydíj volt az 1999-es Formula–1 világbajnokság tizedik futama.

## Futam
A német nagydíjon nyolcadszorra indult a finn a pole-ból az évben, Frentzen és Coulthard előtt. Häkkinen megtartotta a vezetést, míg Coulthard megelőzte Frentzent, de Salo a negyedik helyről indulva mindkettejük mellett elment. Coulthard megpróbálta visszaelőzni a Salót, de első szárnya a Ferrari hátsó kerekéhez ért, ezért a skótnak ki kellett állnia szerelőihez. Häkkinen boxkiállásakor probléma történt az üzemanyagtöltésnél, a finn sok időt veszített és negyediknek esett vissza. Frentzen megelőzése után azonban defektet kapott és a gumifalnak csapódott. Az első két helyen a Ferrarik haladtak, Salo elengedte Irvine-t, aki így sorozatban másodszor győzött, míg a Ferrari kettős győzelmet ünnepelt. Frentzen a harmadik helyen ért célba.
|         | Rsz. | Versenyző             | Csapat             | Körök | Idő/Kiesések   | Rajthely | Pontok |
| ------- | ---- | --------------------- | ------------------ | ----- | -------------- | -------- | ------ |
| 1       | 4    | Eddie Irvine          | Ferrari            | 45    | 1:21:58,594    | 5        | 10     |
| 2       | 3    | Mika Salo             | Ferrari            | 45    | +1,007         | 4        | 6      |
| 3       | 8    | Heinz-Harald Frentzen | Jordan-Mugen-Honda | 45    | +5,195         | 2        | 4      |
| 4       | 6    | Ralf Schumacher       | Williams-Supertec  | 45    | +12,809        | 11       | 3      |
| 5       | 2    | David Coulthard       | McLaren-Mercedes   | 45    | +16,823        | 3        | 2      |
| 6       | 18   | Olivier Panis         | Prost-Peugeot      | 45    | +29,879        | 7        | 1      |
| 7       | 10   | Alexander Wurz        | Benetton-Playlife  | 45    | +33,333        | 13       |        |
| 8       | 11   | Jean Alesi            | Sauber-Petronas    | 45    | +1:11,291      | 21       |        |
| 9       | 21   | Marc Gené             | Minardi-Ford       | 45    | +1:48,318      | 15       |        |
| 10      | 20   | Luca Badoer           | Minardi-Ford       | 44    | +1 kör         | 19       |        |
| 11      | 17   | Johnny Herbert        | Stewart-Ford       | 40    | Váltó          | 17       |        |
| Kiesett | 14   | Pedro de la Rosa      | Arrows             | 37    | Kicsúszás      | 20       |        |
| Kiesett | 1    | Mika Häkkinen         | McLaren-Mercedes   | 25    | Defekt         | 1        |        |
| Kiesett | 5    | Alessandro Zanardi    | Williams-Supertec  | 21    | Differenciálmű | 14       |        |
| Kiesett | 23   | Ricardo Zonta         | BAR-Supertec       | 20    | Motor          | 18       |        |
| Kiesett | 15   | Takagi Toranoszuke    | Arrows             | 15    | Motor          | 22       |        |
| Kiesett | 7    | Damon Hill            | Jordan-Mugen-Honda | 13    | Fékek          | 8        |        |
| Kiesett | 19   | Jarno Trulli          | Prost-Peugeot      | 10    | Motor          | 9        |        |
| Kiesett | 9    | Giancarlo Fisichella  | Benetton-Playlife  | 7     | Felfüggesztés  | 10       |        |
| Kiesett | 16   | Rubens Barrichello    | Stewart-Ford       | 6     | Hidraulika     | 6        |        |
| Kiesett | 22   | Jacques Villeneuve    | BAR-Supertec       | 0     | Ütközés        | 12       |        |
| Kiesett | 12   | Pedro Diniz           | Sauber-Petronas    | 0     | Ütközés        | 16       |        |

## A világbajnokság élmezőnyének állása a verseny után
| H  | Versenyzők            | Pont | H  | Konstruktőrök      | Pont |
| -- | --------------------- | ---- | -- | ------------------ | ---- |
| 1. | Eddie Irvine          | 52   | 1. | Ferrari            | 90   |
| 2. | Mika Häkkinen         | 44   | 2. | McLaren-Mercedes   | 74   |
| 3. | Heinz-Harald Frentzen | 33   | 3. | Jordan-Mugen-Honda | 38   |
| 4. | Michael Schumacher    | 32   | 4. | Williams-Supertec  | 22   |
| 5. | David Coulthard       | 30   | 5. | Benetton-Playlife  | 16   |

## Statisztikák
Vezető helyen:
- Mika Häkkinen: 24 (1-24)
- Mika Salo: 1 (25)
- Eddie Irvine: 20 (26-45)

Eddie Irvine 3. győzelme, Mika Häkkinen 18. pole-pozíciója, David Coulthard 10. leggyorsabb köre.
- Ferrari 124. győzelme.